# آمازون مارتینیک
آمازون مارتینیک (نام علمی: Amazona martinicana) نام یک گونه منقرض‌شده از سرده طوطی آمازون است.